# Copa das Nações UCI sub-23 de 2017
A Copa das Nações UCI sub-23 de 2017, é a décima primeira edição do calendário ciclístico criado pela União Ciclista Internacional para corredores menores de 23 anos. Os pontos obtidos nas mesmas deram como ganhador a Dinamarca ficando a Bélgica e a França em segundo e terceiro lugar respectivamente.
Esteve composta por oito carreiras, 5 carreiras em países e 3 carreiras de campeonatos continentais.

## Resultados
| Data            | País                 | Carreira                                   | Categoria | Vencedor            | Líder       |
| --------------- | -------------------- | ------------------------------------------ | --------- | ------------------- | ----------- |
| 1 de março      | Bahrein              | Campeonato Asiático em Estrada Sub-23      | CC        | Hayato Okamoto      | Japão       |
| 26 de março     | Bélgica              | Gante-Wevelgem sub-23                      | 1.ncup    | Jacob Hennessy      | Reino Unido |
| 8 de abril      | Bélgica              | Tour de Flandres sub-23                    | 1.ncup    | Edward Dunbar       | França      |
| 14-15 de abril  | Países Baixos        | ZLM Roompot Tour                           | 2.ncup    | Christopher Lawless | França      |
| 5 de maio       | República Dominicana | Campeonato Pan-Americano em Estrada Sub-23 | CC        | Matías Muñoz        | Bélgica     |
| 1-4 de junho    | Chéquia              | Carreira da Paz sub-23                     | 2.ncup    | Bjorg Lambrecht     | Bélgica     |
| 5 de agosto     | Dinamarca            | Campeonato Europeu em Estrada sub-23       | CC        | Casper Pedersen     | Dinamarca   |
| 18-27 de agosto | França               | Tour de l'Avenir                           | 2.ncup    | Egan Bernal         | Dinamarca   |

## Classificações finais
| Pos. | País        | Pontos |
| ---- | ----------- | ------ |
| 1.º  | Dinamarca   | 104    |
| 2.º  | Bélgica     | 96     |
| 3.º  | França      | 81     |
| 4.º  | Noruega     | 65     |
| 5.º  | Reino Unido | 60     |
| 6.º  | Rússia      | 50     |
| 7.º  | Colômbia    | 43     |
| 8.º  | Suíça       | 37     |
| 9.º  | Chéquia     | 35     |
| 10.º | Itália      | 32     |